# Cementerio internacional de Sakamoto
El Cementerio internacional de Sakamoto (en japonés: 坂本国際墓地) se encuentra en Sakamoto en el área de Urakami de la ciudad de Nagasaki, Japón. El cementerio de los extranjeros se estableció tras el cierre en 1888 de un cementerio anterior cerca de la parte internacional de la ciudad. Es administrado por el gobierno de la ciudad.
El cementerio original data de 1888. Un espacio nuevo, Shin Sakamoto (añadido en 1903), se encuentra al otro lado de la calle. Un cementerio judío se encuentra en Sakamoto, junto a las tumbas de los soldados franceses y los trabajadores vietnamitas que murieron durante la Rebelión de los Bóxers. 